# Mayaca baumii
Mayaca baumii är en gräsväxtart som beskrevs av Robert Louis August Maximilian Gürke. Mayaca baumii ingår i släktet Mayaca och familjen Mayacaceae. Inga underarter finns listade i Catalogue of Life.